# Iñaki Gabilondo
José Ignacio Gabilondo Pujol (San Sebastián, 19 ottobre 1942) è un giornalista spagnolo.

## Biografia

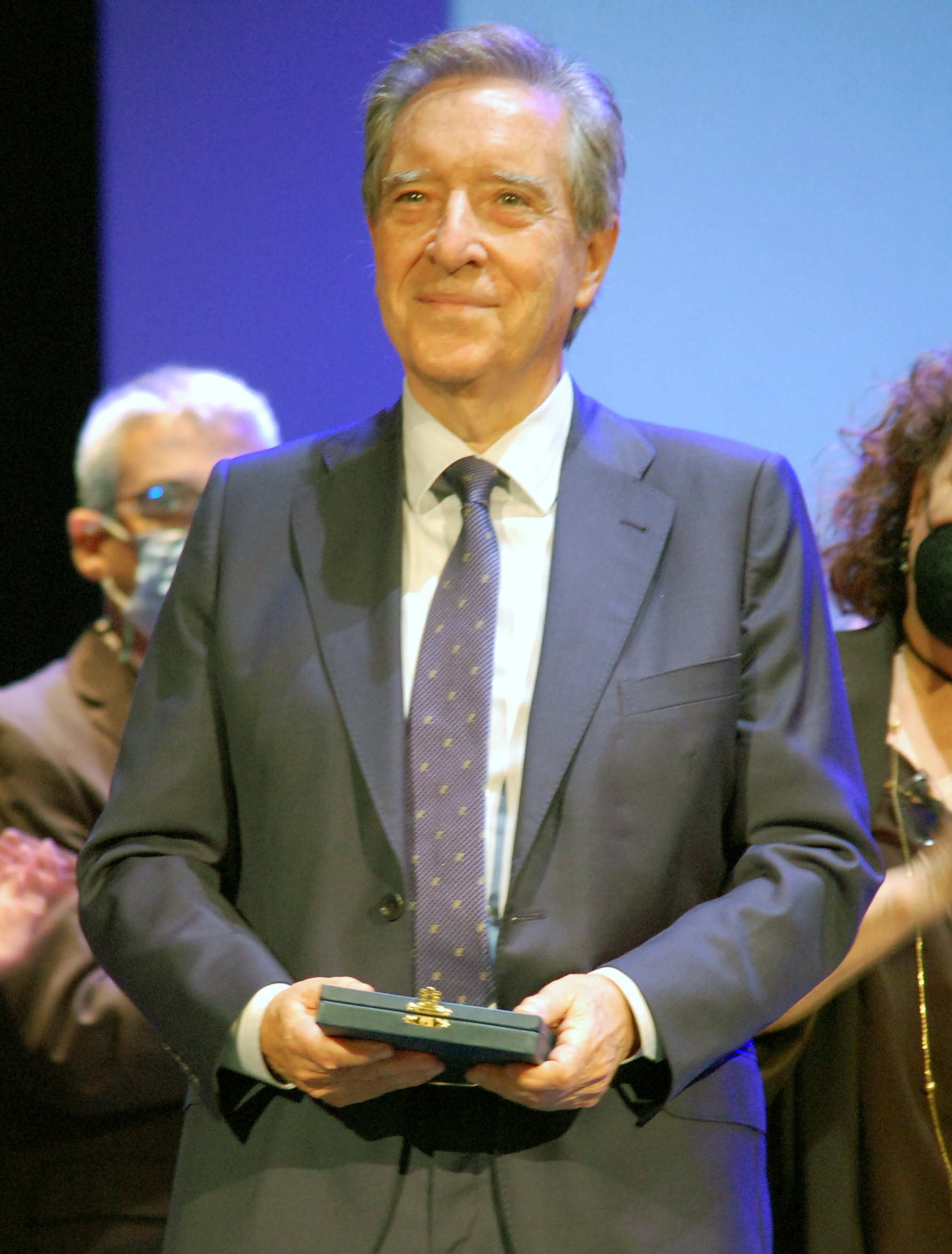
Iñaki Gabilondo (2021).

Gabilondo inizia la sua carriera a 21 anni (1963) in Radio Popular (COPE) fino al 1969, quando divenne direttore di Radio San Sebastián (Cadena SER). Due anni dopo, ha diretto il dipartimento notizie della Cadena SER di Siviglia.
Nel 1978 ha diretto e ospitato Hora 25 (Cadena SER), fino a quando è diventato direttore delle notizie televisive di Televisión Española, la rete pubblica spagnola. La sua prima notte davanti alle telecamere fu durante il colpo di stato di Antonio Tejero, il 23 febbraio 1981. Dopo aver lasciato Televisión Española, diresse Radio Televisión 16 per un breve periodo, prima di tornare a Cadena SER, dove ha ospitato Aquí la SER, Matinal SER, Pido la palabra e Onda Media. Il 22 settembre 1986, ha iniziato a ospitare Hoy por hoy, il principale programma radiofonico in Spagna.
Dopo quasi 20 anni di successi, ha lasciato Cadena SER per ospitare il notiziario Noticias Cuatro 2 su Cuatro, il canale televisivo di Sogecable.  Rimane lì per quattro anni, e nel febbraio 2010 si trasferisce alla CNN + (canale di notizie spagnolo di Sogecable e Turner ) per presentare un programma di notizie e dibattiti chiamato Hoy (" Oggi ").